# Um Cadáver Ouve Rádio
Um Cadáver Ouve Rádio é um livro de Marcos Rey lançado em 1983. Com uma linguagem moderna e simples, é indicado para o público infanto-juvenil. O livro retrata a história de um misterioso assassinato em um prédio de construção abandonado. A trama gira em torno da busca pelo assassino e o porquê de haver um rádio ligado na cena do crime. 
É sequência de O Mistério do Cinco Estrelas e O Rapto do Garoto de Ouro, do mesmo autor, lançados em 1981 e 1982, respectivamente. Em seguida a este, a quadrilogia foi fechada com Um Rosto no Computador. Todos os livros fazem parte da Coleção Vaga-Lume.

## Personagens
- 'Muriçoca': Um garoto, que procurando um emprego, entra no prédio abandonado e encontra o corpo. E era um suspeito.
- 'Sandoval de Souza': Primo de Alexandre, foi interrogado pelo delegado e considerado um suspeito.
- 'Alexandre': Mais conhecido com "Boa vida", foi encontrado morto em um prédio de construção. Era casado com Elvira, e apaixonado pela sua sanfona, que era seu único objeto de valor.
- 'Doutor Arruda': Delegado, investiga o crime durante a história e resolve o enigma.
- 'João Valentão': Sanfoneiro, assim como Sandoval, foi acusado pelo assassinato.
- 'Leo, Gino e Ângela': Trio de jovens detetives, que investigam o caso junto com o Doutor Arruda.
- 'Guima': funcionário do hotel onde Leo trabalha como bellboy.
- "Elvira": ex-mulher de Alexandre, havia se separado dele muito antes de sua morte.
- "Dona Iolanda": Mãe de Léo e casada com Rafael.

## Enredo
O livro é baseado em investigações e mistérios. A história se passa em um prédio abandonado onde foi encontrado um cadáver, e ao seu lado, um rádio ligado.
O delegado, Dr.  Arruda, pede ajuda ao grupo de amigos Léo, Gino e Ângela, para investigar o caso. O corpo encontrado era de Boa Vida, um sanfoneiro, que se dava bem com todo mundo. Assim que começa as buscas pelo assassino, descobrem alguns suspeitos, como: João Valentão, um sujeito muito bravo, que era sanfoneiro e podia ter matado Boa Vida devido à inveja;  Muriçoca, pois foi encontrado no local do assassinato e sua justificativa foi que subiu no andar do prédio devido ao som do rádio e; Elvira, esposa de Boa Vida. Durante o livro, o grupo faz muitas descobertas surpreendentes.